# Архивар
Архивар (от латински: archivarius) означава лице, което завежда архива в дадено учреждение.
Длъжността архивар е различна от длъжността архивист, т.е. специалист по архивистика (архивознание).